# Hockey Club Monza 1976
Questa voce raccoglie le informazioni riguardanti l'Hockey Club Monza nelle competizioni ufficiali della stagione 1976.

## Maglie e sponsor
| 1ª divisa |

## Rosa
| N° | Naz.              | Ruolo | Sportivo    |  |  |  |
| -- | ----------------- | ----- | ----------- |  |  |  |
| ?  | Italia (bandiera) | P     | Biava       |  |  |  |
| ?  | Italia (bandiera) | E     | Campana     |  |  |  |
| ?  | Italia (bandiera) | E     | Caprotti    |  |  |  |
| ?  | Italia (bandiera) | E     | Casiraghi   |  |  |  |
| ?  | Italia (bandiera) | P     | G. Citterio |  |  |  |
| ?  | Italia (bandiera) | E     | R. Citterio |  |  |  |
| ?  | Belgio (bandiera) | E     | De Bleecker |  |  |  |
| ?  | Italia (bandiera) | E     | Fossati     |  |  |  |
| ?  | Italia (bandiera) | E     | Sormani     |  |  |  |
| ?  | Italia (bandiera) | E     | Villani     |  |  |  |

- Allenatore:  Motta